# Cellchrome
Cellchrome（セルクローム）は、日本のロックバンド。所属レコード会社はBeing。所属事務所はビーイング。2017年メジャー・デビュー。

## 略歴
2015年結成。4人それぞれが持つ多種多様な音楽性、ルーツとしているロックを基盤に洗練されたサウンドでステージパフォーマンスを展開。
結成1周年となった2016年12月、名古屋にある ell.FITS ALLでワンマンライブを行なうなど、近年活気を見せる東海エリア・名古屋シーンの次世代バンドとして注目を集めていた。
2017年7月29日、鈴鹿8時間耐久ロードレース第40回記念大会「8フェス」出演。8月19日、「TREASURE05X 2017 -BURNING DIAMONDS-」出演。8月23日、メジャー・デビュー・シングル「Stand Up Now」リリース。TBSアニメ『コンビニカレシ』OPテーマ。
2018年、読売テレビ・日本テレビ系「名探偵コナン」のOP、EDに抜擢される。
2019年1月4日名古屋CLUBQUATTROにてデビュー後初ワンマンライブを開催。8月21日に、デビュー2周年記念のワンマンライブをZepp Nagoyaで開催。
2021年4月28日、7月のワンマンライブをもってバンド解散を発表。
2023年4月、メンバーはそのままで再結成することを発表。
現在ドラムのtatsumaは、中京テレビ制作・日本テレビ系「ヒューマングルメンタリー オモウマい店」のディレクター。第91回（2023年5月2日放送）・第163回（2025年2月18日放送）は、tatsumaが担当。

## ディスコグラフィ

### シングル
| # | 発売日         | タイトル          | 販売形態                      | 規格品番  | 週間 チャート |
| - | -------------- | ----------------- | ----------------------------- | --------- | ------------- |
| 1 | 2017年8月23日  | Stand Up Now      | 通常盤(CD+DVD)                | JBCZ-6062 | 120位         |
| 1 | 2017年8月23日  | Stand Up Now      | コンビニカレシ盤(CD)          | JBCZ-6063 | 120位         |
| 2 | 2017年12月13日 | Don't Let Me Down | 通常盤(CD+DVD)                | JBCZ-6069 | 89位          |
| 3 | 2018年3月14日  | Everything OK!!   | 通常盤(CD+DVD)                | JBCZ-6076 | 43位          |
| 3 | 2018年3月14日  | Everything OK!!   | 名探偵コナン盤(CD+DVD)        | JBCZ-6077 | 43位          |
| 3 | 2018年3月14日  | Everything OK!!   | セルクロ盤(CD)                | JBCZ-6078 | 43位          |
| 4 | 2018年8月22日  | アダムトイブ      | 初回限定盤A(CD+DVD)           | JBCZ-6084 | 26位          |
| 4 | 2018年8月22日  | アダムトイブ      | 初回限定盤B(CD+DVD)           | JBCZ-6085 | 26位          |
| 4 | 2018年8月22日  | アダムトイブ      | 通常盤(CD+DVD)                | JBCZ-6086 | 26位          |
| 4 | 2018年8月22日  | アダムトイブ      | セルクロ盤(CD)                | JBCZ-6087 | 26位          |
| 5 | 2018年12月26日 | Aozolighter       | 初回限定盤(CD+DVD)            | JBCZ-6093 | 8位           |
| 5 | 2018年12月26日 | Aozolighter       | 通常盤(CD)                    | JBCZ-6094 | 8位           |
| 5 | 2018年12月26日 | Aozolighter       | セルクロ盤(CD)                | JBCZ-6095 | 8位           |
| 5 | 2018年12月26日 | Aozolighter       | 名探偵コナン盤(CD+DVD)        | JBCZ-6096 | 8位           |
| 5 | 2018年12月26日 | Aozolighter       | フレンズ盤① Mizki ver.(CD)    | JBCZ-6097 | 8位           |
| 5 | 2018年12月26日 | Aozolighter       | フレンズ盤② 陽介 ver.(CD)     | JBCZ-6098 | 8位           |
| 5 | 2018年12月26日 | Aozolighter       | フレンズ盤③ ニワケン ver.(CD) | JBCZ-6099 | 8位           |
| 5 | 2018年12月26日 | Aozolighter       | フレンズ盤④ tatsuma ver.(CD)  | JBCZ-6100 | 8位           |
| 6 | 2019年8月14日  | My Answer         | 初回限定盤(CD+DVD)            | JBCZ-6104 | 17位          |
| 6 | 2019年8月14日  | My Answer         | 通常盤(CD)                    | JBCZ-6105 | 17位          |
| 6 | 2019年8月14日  | My Answer         | セルクロ盤A(CD)               | JBCZ-6106 | 17位          |
| 6 | 2019年8月14日  | My Answer         | セルクロ盤B(CD+DVD)           | JBCZ-6107 | 17位          |
| 6 | 2019年8月14日  | My Answer         | フレンズ盤① Mizki ver.(CD)    | JBCZ-6108 | 17位          |
| 6 | 2019年8月14日  | My Answer         | フレンズ盤② 陽介 ver.(CD)     | JBCZ-6109 | 17位          |
| 6 | 2019年8月14日  | My Answer         | フレンズ盤③ ニワケン ver.(CD) | JBCZ-6110 | 17位          |
| 6 | 2019年8月14日  | My Answer         | フレンズ盤④ tatsuma ver.(CD)  | JBCZ-6111 | 17位          |

## タイアップ
| 曲名              | タイアップ                                                                          |
| ----------------- | ----------------------------------------------------------------------------------- |
| Stand Up Now      | TBSテレビアニメ『コンビニカレシ』オープニングテーマ                                 |
| Don't Let Me Down | 日本テレビ系『バズリズム02』2017年11月度エンディングテーマ                          |
| Don't Let Me Down | TOKYO MX系アニメ『お酒は夫婦になってから』主題歌                                    |
| Don't Let Me Down | テレビ愛知『a-NN』2017年12月度エンディングテーマ                                    |
| Don't Let Me Down | テレビ愛知『映画なう。』月間エンディング曲                                          |
| Don't Let Me Down | CBCテレビ『MAG!C☆MUS!C』2017年12月度ピカイチ推薦曲                                  |
| Shake It On       | J SPORTS『高校バスケ ウインターカップ2017』番組テーマソング                         |
| Everything OK!!   | 読売テレビ系アニメ『名探偵コナン』オープニングテーマ（2018年1月6日～同年5月19日）   |
| Everything OK!!   | 読売テレビ『音力 - ONCHIKA -』2018年3月度エンディングテーマ                         |
| Everything OK!!   | 読売テレビ『キューン！』2018年3月度エンディングテーマ                               |
| Everything OK!!   | 読売テレビ『すもももももも！ピーチCAFÉ』2018年3月度エンディングテーマ               |
| Everything OK!!   | CBCテレビ『MAGIC☆MUSIC』2018年3月度エンディングテーマ                               |
| アダムトイブ      | テレビ朝日系全国放送『Break Out』2018年8月度 Pickup Artist                          |
| アダムトイブ      | 中京テレビ『キャッチ!』2018年8月度 エンディングテーマ                               |
| アダムトイブ      | テレビ愛知『a-NN』2018年8月度エンディングテーマ                                     |
| アダムトイブ      | CBCテレビ『MAGIC☆MUSIC』2018年8月度エンディングテーマ                               |
| アダムトイブ      | ハウステンボス ハロウィーンTV-CMソング                                              |
| She's So Nice     | TBS系テレビ『王様のブランチ』2018年8月度エンディングテーマ                          |
| Aozolighter       | 読売テレビ系アニメ『名探偵コナン』エンディングテーマ（2018年9月29日～同年12月22日） |
| Make My Day       | CYCLE MODE international 2018 テレビCMテーマ曲                                      |

## 出演

### ラジオ番組
- ZIP-FM「MIDNIGHT CHROME」レギュラー番組（2017年1月4日 ～ 2020年10月1日）

### テレビ番組
- 日本テレビ系（中京テレビ制作）「ヒューマングルメンタリー オモウマい店」（2021年11月23日・2023年5月2日。tatsumaのみ）